# Quart de Poblet
Quart de Poblet (em valenciano e oficialmente) ou Cuart de Poblet (em castelhano) é um município da Espanha na província de Valência, Comunidade Valenciana. Tem 19,6 km² de área e em 2021 tinha 25 035 habitantes (densidade: 1 277,3 hab./km²).

## Demografia
| Variação demográfica do município entre 1991 e 2004 | Variação demográfica do município entre 1991 e 2004 | Variação demográfica do município entre 1991 e 2004 | Variação demográfica do município entre 1991 e 2004 |
| --------------------------------------------------- | --------------------------------------------------- | --------------------------------------------------- | --------------------------------------------------- |
| 1991                                                | 1996                                                | 2001                                                | 2004                                                |
| 26694                                               | 27112                                               | 25305                                               | 25638                                               |